# La Galère infernale
Pour plus de détails, voir Fiche technique et Distribution.
La Galère infernale (titre original : Godless Men) est un film muet américain réalisé par Reginald Barker, sorti en 1920.

## Synopsis
À bord de sa goélette dans le Pacifique Sud, le rude capitaine Black Pawl se confronte à son propre fils, qui a grandi dans l'ombre de son père et ne reflète seulement que son côté sombre.

## Fiche technique
- Titre : La Galère infernale
- Titre original : Godless Men
- Réalisation : Reginald Barker
- Scénario : J.G. Hawks, Edfrid A. Bingham, d'après Black Pawl de Ben Ames Williams
- Photographie : Percy Hilburn
- Pays de production :  États-Unis
- Langue : Anglais
- Genre : Film dramatique
- Durée : 70 minutes
- Dates de sortie : 
  - États-Unis : novembre 1920
  - France : 28 avril 1922

## Distribution

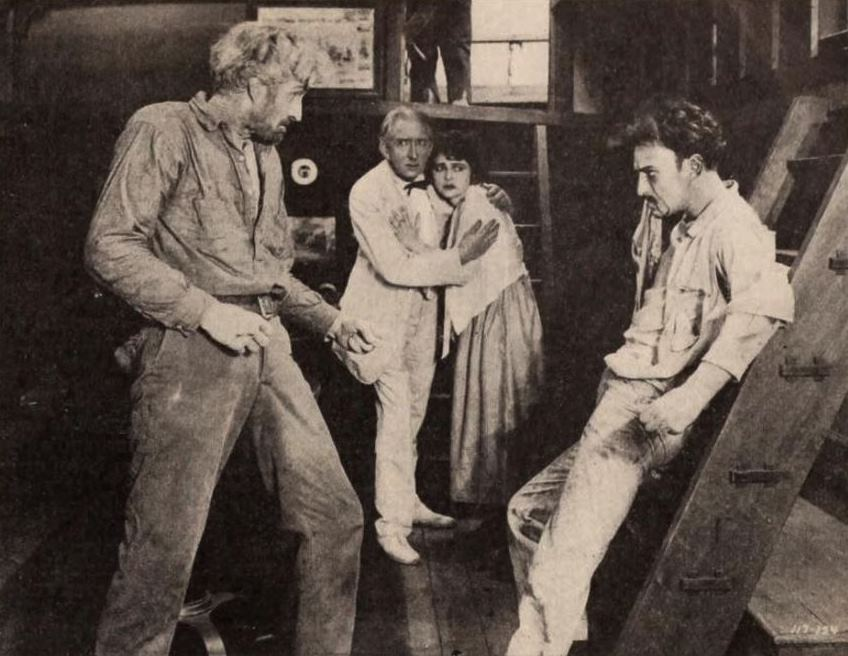
Une scène du film avec Russell Simpson, Alec B. Francis, Helene Chadwick et James Mason.

- Russell Simpson : Capitaine 'Black' Pawl
- James Mason : 'Red' Pawl
- Helene Chadwick : Ruth Lytton
- John Bowers : Dan Darrin
- Alec B. Francis : Révérend Sam Poor
- Robert Kortman : matelot Speiss
- Irene Rich : la femme du capitaine
- Lionel Belmore : voisin du matelot

Acteurs non crédités
- Frankie Lee : 'Red Pawl' enfant
- Guinn 'Big Boy' Williams: un matelot